# Klaus Wanke
Klaus Wanke (* 18. November 1933 in Kiel; † 14. Juli 2011 in Homburg) war ein deutscher Mediziner.

## Werdegang
Klaus Wanke wurde am 18. November 1933 in Kiel geboren. Nach seinem Abitur im Jahr 1954 studierte er Medizin in Heidelberg und Hamburg und arbeitete zunächst als Facharzt für 
Neurologie und Psychiatrie. Von 1961 bis 1967 arbeitete er als wissenschaftlicher Assistent an der Psychiatrischen und Nervenklinik des Universitätskrankenhauses Hamburg-Eppendorf.
Ab 1967 arbeitete er als Oberarzt der Psychiatrischen und Neurologischen Klinik der Johann Wolfgang Goethe-Universität Frankfurt am Main. Nach seiner Habilitation leitete er dort Abteilung für Klinische Psychiatrie II. Dort gründete er auch bereits 1968 die erste Drogenberatungsstelle in der Bundesrepublik und betreute dort über viele Jahre Selbsthilfegruppen auf dem Gebiet der Abhängigkeit, u. a. des Deutschen Guttempler-Ordens und der Bundesvereinigung der Elternkreise Drogenabhängiger.
Seit 1972 war er als Professor an der Universität Frankfurt a. M. und Leiter der Abteilung für Klinische Psychiatrie II des Zentrum der Psychiatrie im Klinikum der Johann Wolfgang Goethe-Universität.
1978 lehnte er den Ruf für das Ordinariat für Psychiatrie der Universität Ulm ab. Im selben Jahr folgte er dann einem Ruf auf den Lehrstuhl für Psychiatrie der Universität des Saarlandes und wurde dort auch zum Direktor der Universitätsnervenklinik – Psychiatrie – in Homburg/Saar ernannt.
Wanke war in den 1970er Jahren Mitglied der Psychiatrie-Enquête des Deutschen Bundestages über die Lage der Psychiatrie in Deutschland. Er war außerdem Sprecher des Wissenschaftlichen Kuratoriums der Deutschen Hauptstelle zur Abwehr der Suchtgefahren und Mitglied des Nationalen Drogenrats der Bundesregierung.

## Forschung und Wissenschaft
Klaus Wanke veröffentlichte etwa 150 wissenschaftliche Arbeiten und Monographien, u. a. zu den Themen Neuropsychiatrie, Drogen-, Alkohol und Arzneimittelabhängigkeit, psychiatrische Methodik, forensische Psychiatrie, Sexualforschung, Alterspsychiatrie, Prävention in der Psychiatrie, Schmerz, Psychosomatik, Suizid, psychiatrische Notfallmedizin und Ausbildung in der Psychiatrie.
1971 wurde er Mitglied und 1991 Sprecher des Wissenschaftlichen Kuratoriums der Deutschen Hauptstelle für Suchtfragen.
Von 1986 bis 1990 war er Präsident der Deutschen Gesellschaft für Suchtforschung und Suchttherapie.

## Ehrenamtliche Tätigkeiten
In den 1970er Jahren arbeitete Wanke an der Psychiatrie-Enquete des Deutschen Bundestages über die Lage der Bundesrepublik Deutschland (Arbeitsgruppe Suchtkranke, wissenschaftliches Projekt S1). Viele Jahre führt Wanke den Vorsitz in der ersten Expertenkommission der Bundesrepublik für Drogengefährdung. Zudem war er Sachverständiger bei Anhörungen von Ausschüssen des Deutschen Bundestages sowie der Landtage des Saarlandes, des Landes Hessen und des Landes Baden-Württemberg.
Von 1982 bis 2000 war er als Sachverständiger (gem. § 1 Betäubungsmittelgesetz) beim Bundesgesundheitsamt bzw. beim Bundesinstitut für Arzneimittel und Medizinprodukte in Berlin tätig.
Ab 1990 arbeitete er am Nationalen Rauschgiftbekämpfungsplan der Bundesrepublik Deutschland, im November 1992 wurde er in den Nationalen Drogenrat berufen. Ab 1999 war er Mitglied des Nachfolgegremiums, der Drogen- und Suchtkommission. 1994 wurde Wanke auf Vorschlag des Bundesministeriums für Gesundheit als deutsches Mitglied für den Wissenschaftlichen Ausschuss der Europäischen Beobachtungsstelle für Drogen und Drogensucht in Lissabon durch die Europäische Kommission berufen.
Seit 1995 war er Mitglied der Deutschen Delegation bei der interministeriellen europäischen Konferenz der WHO in Paris.

## Ehrungen
- 1995: Verleihung der Ernst-von-Bergmann-Plakette für Verdienste um die ärztliche Fortbildung
- 2000: Verleihung des Verdienstkreuzes 1. Klasse der Bundesrepublik Deutschland
- 2003: Berufung zum Ehrenmitglied des Editorial Advisory Board des German Journal of Addiction Research and Practice
- 2004: Wahl zum Ehrenmitglied der Deutschen Gesellschaft für Suchtforschung und Suchttherapie
- 2004: Wahl zum Ehrenmitglied des Saarländischen Schwesternverbandes
- 2010: Ernennung zum Sanitätsrat durch den Gesundheitsminister des Saarlandes, Herrn Georg Weisweiler